# Urkutites
Az Urkutites a fejlábúak (Cephalopoda) osztályának fosszilis Ammonitida rendjébe, ezen belül a Hildoceratidae családjába tartozó nem, melyet először a magyarországi alsó jura korból írtak le.

## Tudnivalók
A nemet Géczy Barnabás vezette be a tudományba egy 1967-es tanulmányában. A név a típushelyszínre (Úrkút) utal, a nem típusfaja (Urkutites boeckhi) pedig Böckh János geológus nevét viseli. Az Urkutites-fajok a kora jura kori toarci korszak korai és középső szakaszában éltek, maradványaik Magyarországon és Olaszországban kerültek elő. Ősföldrajzi szempontból az Urkutites a toarci Mediterrán Provincia jellegzetes képviselője. Hazánkban a Bakony és a Gerecse hegység középső toarci Bifrons zónáját képviselő rétegeiből ismert.
Morfológiai jellemzők: evolut, planulált váz, enyhén domború vagy lapított kanyarulatoldal, tricarinált-bisulcált venter a phragmoconuson, tabulált venter a lakókamrán, téglalap vagy trapéz alakú kanyarulatmetszet, sűrű, közepesen erős, páros, többnyire gyengén fejlett köldökperemi csomókból kettéágazó szinuszos bordák. Hildoceratid lobavonal: keskeny ventrális loba (E), ugyanolyan hosszú, valamivel szélesebb, egyszerű oldalloba (L), rövid köldöklobák (U), széles, osztott ventrális nyereg (ES), aszimmetrikusan osztott első oldalnyereg (LS1). Az Urkutitest gyengén fejlett köldökperemi csomók különböztetik meg a Hildaites és a Hildoceras nemek hasonló fajaitól.
A ritka Urkutitest sokáig a sokkal gyakoribb Hildoceras genus szinonimájának tekintették a szakirodalomban, ám a két nem morfológiája eltérő, ezért a Mediterrán Provinciával foglalkozó szerzők érvényes taxonnak fogadják el.

## Rendszerezés
A nembe az alábbi 2 faj tartozik:
- Urkutites boeckhi Géczy, 1967 - típusfaj
- Urkutites inflatus Géczy, 1967